# Ruffo di Calabria

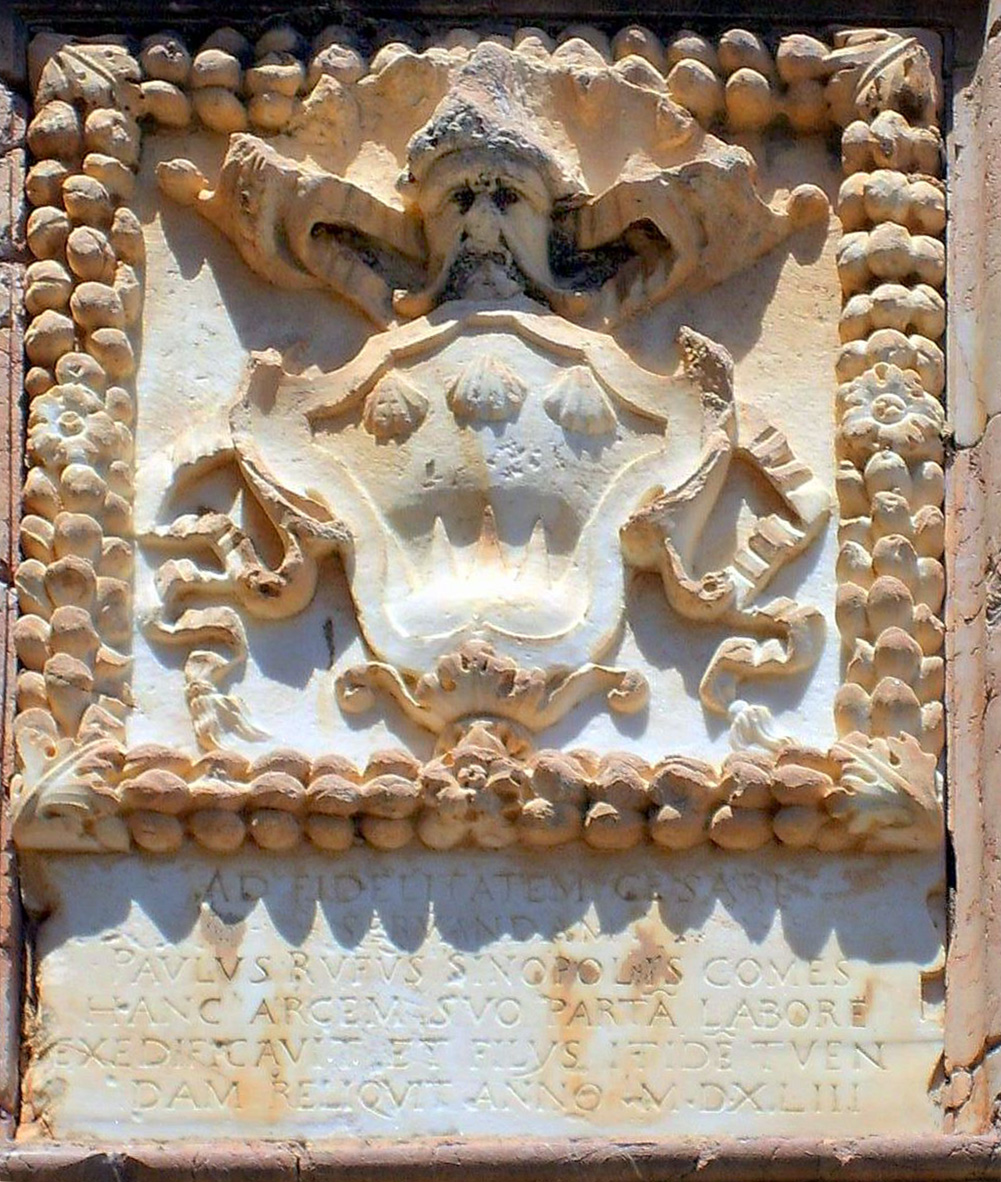
Stemma in pietra dei Ruffo di Calabria: castello Ruffo di Scilla (Reggio Calabria)
Motto: Omnia bene.
Blasonatura: Troncato, cuneato d'argento e di nero, il capo caricato di tre conchiglie al naturale

I Ruffo di Calabria sono una delle famiglie della nobiltà italiana più antiche e blasonate, già annoverata tra le sette più grandi casate del Regno di Napoli.
Una discendente della famiglia è Paola, sesta regina dei Belgi, figlia di Fulco Ruffo di Calabria e consorte del sovrano Alberto II del Belgio.

## Le origini
L'antichità delle origini della Magna Domus dei Ruffo di Calabria è stata per lungo tempo argomento degli scritti di agiografi e genealogisti. Simone da Lentini, vescovo di Siracusa, nella seconda metà del XIII secolo così ne scriveva: «Rufa nobilissima et vetustissima familia, tempore romanae reipublicae magnopere vixit et usque ad meum tempus potentissime vivit». Giovanni Fiore, trattandone nel XVII, più compiutamente annotava: «ai Ruffo di Calabria si attribuiscono origini remote, come se il loro nome derivasse dal latino Rufo. I cronachisti narravano che i Ruffo e i Giuliani, sarebbero stati signori di vasti territori, tanto che circa il Mille "l'imperador di Costantinopoli, con esso loro collegatosi, ricuperò la Puglia e la Calabria". Altri li stimano di origine normanna: Filippo ed Errigo Ruffo, al servizio del Guiscardo, occuparono Terra d'Otranto e Basilicata».
Per certo le fonti storiche attestano unanimemente il fatto che i Ruffo fossero già fiorenti in Calabria prima dell'anno Mille. Quanto alla presunta origine romana e alle fantasiose ricostruzioni genealogiche proposte, queste non possono che essere lette se non come una sorta di mito fondativo, una leggenda politicamente legittimante alla cui costruzione la famiglia non dovette essere, menandone gran vanto nel corso dei secoli successivi, del tutto estranea. Meno implausibile, come si vedrà, appare l'ipotesi dell'origine bizantina, per cui tuttavia valgono le stesse considerazioni espresse per la romana; quella dell'origine normanna, pur sempre su base congetturale, appare invece la più attendibile.

### Ipotesi romana

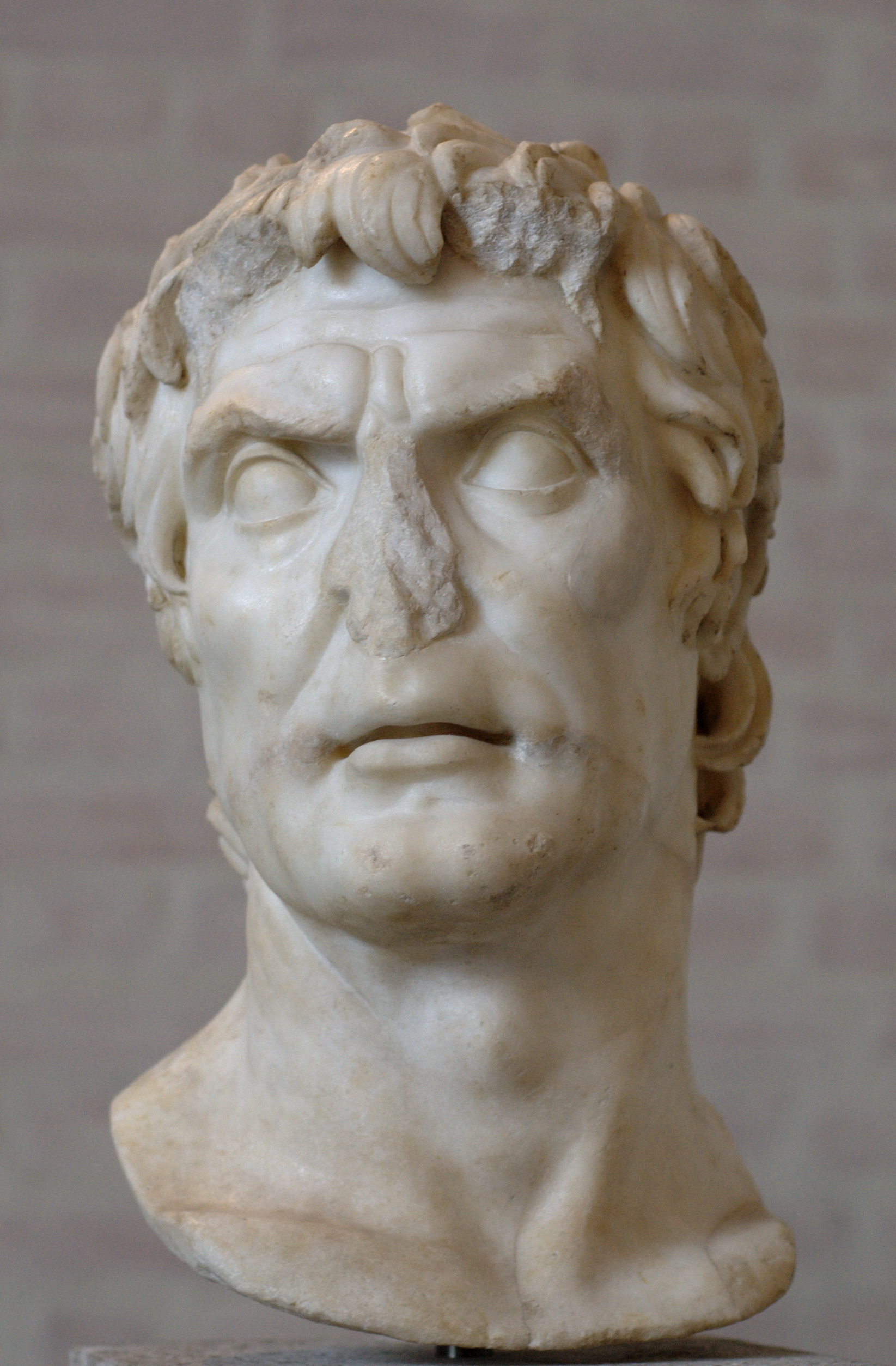
Busto di Lucio Cornelio Silla.

Secondo questa suggestiva quanto fantasiosa ipotesi, basata esclusivamente sull'assonanza del nome e che rivendicava nientemeno che la parentela con Silla, i Ruffo sarebbero discesi dalla Gens Cornelia, e, in particolare, da un loro ramo, quello consolare dei Rufi, il cui capostipite eponimo sarebbe stato quel Cornelio Rufo che secondo i libri Sibillini propose l'istituzione dei ludi apollinares. In questo senso, un non meglio identificato "Tamusio Tinga" si spinse addirittura oltre, scrivendo che la famiglia aveva avuto principio in Ascanio Silvio, figlio di Enea, e precisamente dal suo terzogenito Rufus.
Certamente non può essere presa per prova dell'origine romana, né di un'antichissima conversione al cristianesimo, la vantata "parentela" e la particolare venerazione tributata dalla famiglia a san Rufo martire, terzo vescovo di Capua, vissuto nel I secolo.

### Ipotesi bizantina
Alla pari della precedente, anche questa ipotesi genealogica non è suffragata da documentazione storica e può considerarsi nient'altro che una vulgata familiare. La presenza presso la corte imperiale di Bisanzio di personalità di rilievo, consoli e generali, dal cognome Rufus è però storicamente attestata. Gli antichi agiografi di Casa Ruffo, non particolarmente attendibili, ricordavano tra gli altri ascendenti:
- Marcus Antonius Rufus I, vissuto nel IV secolo, probabilmente convertito al cristianesimo, già generale di Costanzo Cloro, combatté contro Massenzio alla Battaglia di Ponte Milvio a fianco di Costantino I che in segno di gratitudine avrebbe fatto della sua famiglia una delle più cospicue della rifondata Costantinopoli;
- Lucius Rufus (figlio del precedente), vissuto nel IV secolo, fu ufficiale di Costantino II nella sfortunata campagna contro Costante I trovandovi la morte intorno al 340.
- Lucius Antonius Rufus, vissuto nel V secolo, generale di Valentiniano III combatté contro il vandalo Genserico, l'armata romana di cui forse era comandante venne sconfitta nel 431.
- Marcus Antonius Rufus II, vissuto nella seconda metà del VII secolo, generale distintosi in Macedonia, fedele all'imperatore Giustiniano II Rinotmeto venne rimosso dall'usurpatore al trono imperiale Leonzio e quindi assassinato intorno al 695.

Sempre in accordo alla tradizione familiare, nel corso dei secoli i Ruffo si sarebbero legati alle dinastie imperiali bizantine degli eracliani, degli isaurici e dei macedoni, che avrebbero loro affidato il governo della Calabria.

### Ipotesi normanna
È certamente l'ipotesi più plausibile; infatti, personaggi dal cognome Ruffus, o Rufus si trovano nell'XI e nel XII secolo, cioè nel periodo durante il quale i Ruffo sono per la prima volta storicamente attestati in Calabria, sia in Inghilterra che in Sicilia e nell'Italia meridionale. Va comunque notato che questa teoria potrebbe coesistere con la precedente, senza escluderla, ipotizzando un'origine normanno-bizantina della famiglia, mercenari vareghi e normanni sono infatti presenti a Costantinopoli fin dal IX secolo.

### Attestazione storica
Le prime notizie storiche riguardanti la famiglia dei Ruffo di Calabria risalgono all'anno Mille, nella Chronica Monasterii Casinensis di Leone Ostiense si legge infatti della già menzionata alleanza tra l'imperatore d'Oriente e le famiglie Ruffo e Giuliani per recuperare la Calabria e la Puglia ai bizantini. Circa un secolo più tardi figura un Pietro Ruffo, la cui nascita si fa risalire al 1118, creato cardinale da Papa Gelasio II, e si ha notizia di un Gervasio Ruffo, nominato nel 1125 strategoto di Messina ed elevato da Ruggero II di Sicilia nel 1146 al rango di signore di Mizzillicar e Chabucas. Un probabile discendente di quest'ultimo, ricordato come Ruggero de Gervasio, è nominato da Federico II vallectus camerae nel 1223, nello stesso periodo si ricorda un Serio Ruffo, gran maresciallo del regno, che prese parte alla scorta della salma dell'imperatore a Taranto.

## Ruffo di Calabria conti di Catanzaro
La grande fortuna della famiglia iniziò certamente con il conte di Catanzaro, Pietro I (m.1257), che fu cortigiano dell'imperatore Federico II e da questi nominato giustiziere, gran maresciallo del regno di Sicilia e balio del figlio Corrado. Prive di fondamento, se non addirittura false ed atte solo a sminuirne la figura, appaiono le notizie contenute nella Historia de rebus gestis Frederici II imperatoris del cosiddetto Nicolò Jamsilla (Pseudo-Jamsilla), secondo cui Pietro I era di povere ed umili origini. Nominato vicario in Sicilia e Calabria da Corrado IV, venne riconfermato in questi incarichi da Corradino, ma schieratosi apertamente contro Manfredi fu privato di tutti i suoi beni e costretto all'esilio, morendo assassinato dai partigiani dell'Hohenstaufen a Terracina.
La stessa parabola politica seguì Giordano, nipote di Pietro I; anch'egli funzionario del Regno di Sicilia sotto Federico II, dapprima castellano e poi maniscalco imperiale, abbandonò successivamente gli svevi per schierarsi dalla parte di papa Alessandro IV, ma caduto prigioniero della parte ghibellina venne prima accecato e quindi giustiziato.
Pietro II (1230-1310), dopo aver trovato rifugio in Francia con parte della famiglia, si schierò con Carlo I d'Angiò riottenendone l'investitura della contea di Catanzaro come compenso per aver tolto Amantea ai seguaci di Corradino di Svevia (1268), si distinse in seguito nella difesa di Catanzaro (1280-1281) durante la guerra del Vespro.
L'adesione al partito angioino procurò ai vari rami della famiglia Ruffo una grande potenza economica e notevole peso politico. Le interminabili guerre di successione che seguirono, prima tra angioini e durazzeschi e poi tra durazzeschi e aragonesi, videro ancora i Ruffo protagonisti, ma divisi tra i vari contendenti a seconda della convenienza del momento.
Esemplare in questo senso la figura dell'ultimo conte di Catanzaro, Niccolò (1359-1434) che, come partigiano degli Angiò-Durazzo, si schierò con Carlo III di Napoli contro Luigi I d'Angiò. Nominato nel 1384 viceré delle Calabrie dalla regina Margherita e amministratore vicario dei beni ecclesiastici in Calabria da papa Urbano VI, ottenne nel 1390 da Ladislao I di Napoli anche la corona di marchese di Crotone insieme a molti altri benefici. Nel 1399, perdonatagli una breve defezione a fianco di Luigi II d'Angiò, Ladislao confermerà Niccolò anche come viceré di Calabria, ciò nonostante questi prenderà di nuovo le parti degli Angiò-Valois ribellandosi, ma sul finire del 1404, dopo essersi asserragliato nella città di Crotone, verrà costretto all'esilio in Francia e spodestato di tutti i suoi beni. Niccolò farà rientro in Calabria solo nel 1420 insieme a Luigi III d'Angiò riacquistando titoli e proprietà e venendo riconfermato marchese di Crotone. Durante la guerra tra angioini ed aragonesi, Niccolò consolidò e ampliò il proprio potere ora a scapito della parte avversa, ora a scapito della chiesa, ora a scapito degli stessi Angiò. Morì nel 1435 senza lasciare eredi maschi, di lui si ricordano due figlie: Giovannella, che sposò Antonio Colonna principe di Salerno e nipote di papa Martino V, ed Enrichetta, avventurosamente sposata ad Antonio Centelles conte di Calisano.

## Ruffo di Calabria conti di Montalto e di Corigliano
Ramo collaterale iniziato con Giordano (+1345) conte di Montalto, prozio del summenzionato Niccolò, continuato con il figlio Carlo (1311-1375), conte di Corigliano per parte di madre, proseguito fino a un secondo Carlo (+1414) che ebbe solo due figlie: Polissena, sposata in seconde nozze a Francesco Sforza duca di Milano, e Covella, moglie di Giovanni Antonio Marzano, duca di Sessa, da cui Marino, e successivamente di Carlo IV d'Angiò.

## Ruffo di Calabria conti di Sinopoli e principi di Scilla
I Ruffo di Calabria si perpetuarono, tuttavia nel ramo dei signori di Sinopoli di cui fu capostipite Fulco, anch'egli esponente di spicco della corte sveva e rimatore della scuola siciliana. Suo nipote Guglielmo fu preferito da Roberto d'Angiò al fratello maggiore e insignito per primo del titolo comitale su Sinopoli nel 1333-1334.
Partigiani della casa di Angiò, i Ruffo parteciparono successivamente alla congiura dei baroni, pur senza tenervi una parte di rilievo, venendo perciò spodestati dagli aragonesi di buona parte dei loro averi che riottennero solo con la riduzione del Regno di Napoli a vicereame spagnolo. In questo periodo Paolo, settimo conte di Sinopoli, acquisì la signoria di Scilla, ma fu il suo successore Fabrizio ad ottenerne per primo l'investitura a principe nel 1578.
I successori furono nel tempo insigniti anche dei titoli di marchesi di Licodia, principi di Palazzolo, duchi di Guardia Lombardi, conti di Nicotera, marchesi di Panaghia, oltreché di feudi e signorie minori. Nel corso del Seicento si assiste però ad un arresto dell'impetuoso sviluppo del casato che aveva caratterizzato i secoli precedenti; l'interesse dei Ruffo in questo periodo sembra infatti focalizzato principalmente alla gestione dei possedimenti fondiari calabresi e siciliani, piuttosto che al conseguimento di un effettivo potere politico presso la corte.
Nel Settecento con l'introduzione del catasto onciario e i primi tentativi di eversione della feudalità da parte di Carlo di Borbone, il patrimonio dei Ruffo subirà un forte ridimensionamento. Sul finire del secolo spiccherà tuttavia la figura di Fulco Giordano Antonio (1773-1852), consigliere di Stato e ministro degli affari esteri del Regno delle Due Sicilie, che come ambasciatore presso la corte dì Spagna trattò il matrimonio di Maria Cristina di Borbone, figlia di Francesco I, con il re Ferdinando VII, che lo insignì dell'Ordine del Toson d'oro e lo nominò duca di Santa Cristina elevandolo al rango ereditario di Grande di Spagna di prima classe; nel 1832 ebbe inoltre l'incarico di scortare a Napoli la principessa Maria Cristina di Savoia che andava sposa a Ferdinando II delle Due Sicilie venendo per questo decorato del collare della Santissima Annunziata.

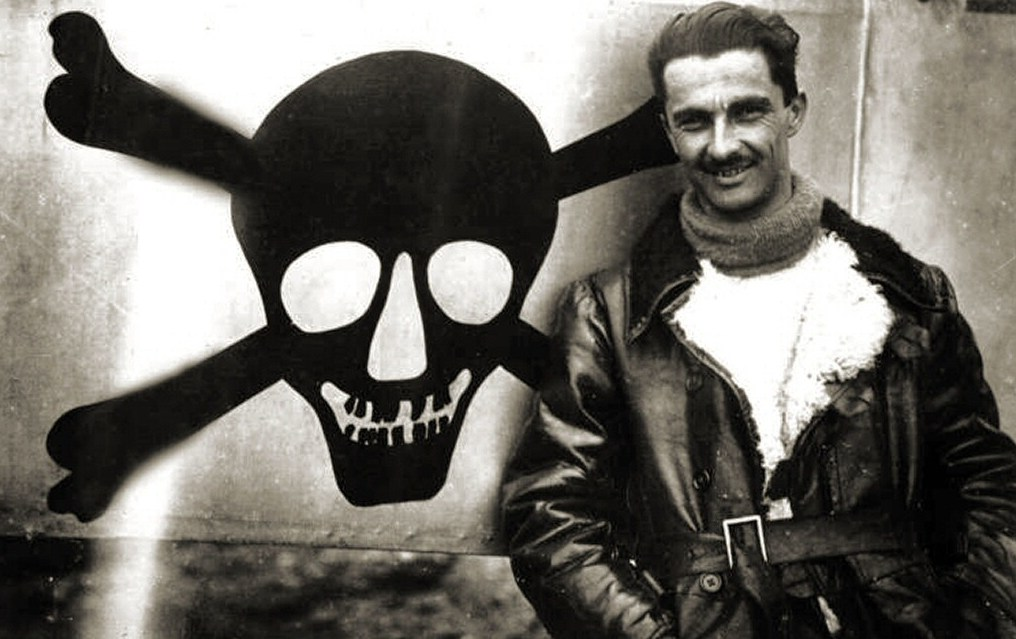
Fulco Ruffo di Calabria in divisa da pilota, con a fianco le insegne personali di combattimento

Fulco Salvatore (1837-1875), non ebbe discendenza maschile, la figlia Eleonora Margherita (1861-1959), già titolare, per non lasciare estinguere la nobiltà dei Ruffo di Calabria, fece refuta prima del matrimonio (1878) a favore di due zii paterni di una parte dei titoli mantenendo per sé quello dei principi di Scilla: a Fulco Francesco di Paola, cui passava la linea primogenita, andarono i predicati nobiliari di principe di Palazzolo e marchese di Licodia; a Fulco Beniamino (1848-1901), sindaco di Napoli, il cui figlio Fulco sarà un asso dell'aviazione della prima guerra mondiale, quelli di duca di Guardia Lombarda e conte di Sinopoli. Il figlio Fulco, il 15 marzo 1928, ottenne il titolo di Principe Ruffo di Calabria ereditabile solo in linea maschile. Nel 1934 ,lo stesso Folco divenne Senatore del Regno.
Successivamente Umberto sposerà la cugina Isabella dei Marchesi Torrigiani e dei Principi di Scilla acquisendone, maritali nomine, i titoli e riacquistando alla linea primogenita quello dei principi di Scilla; i due ebbero un solo figlio maschio, Francesco di Paola (1907-1975), che non ebbe discendenza maschile, alla sua morte quindi la linea primogenita passò a Fabrizio Beniamino (1922-2005), in capo al quale si riunirono i titoli familiari che da lui furono trasmessi al figlio Fulco.

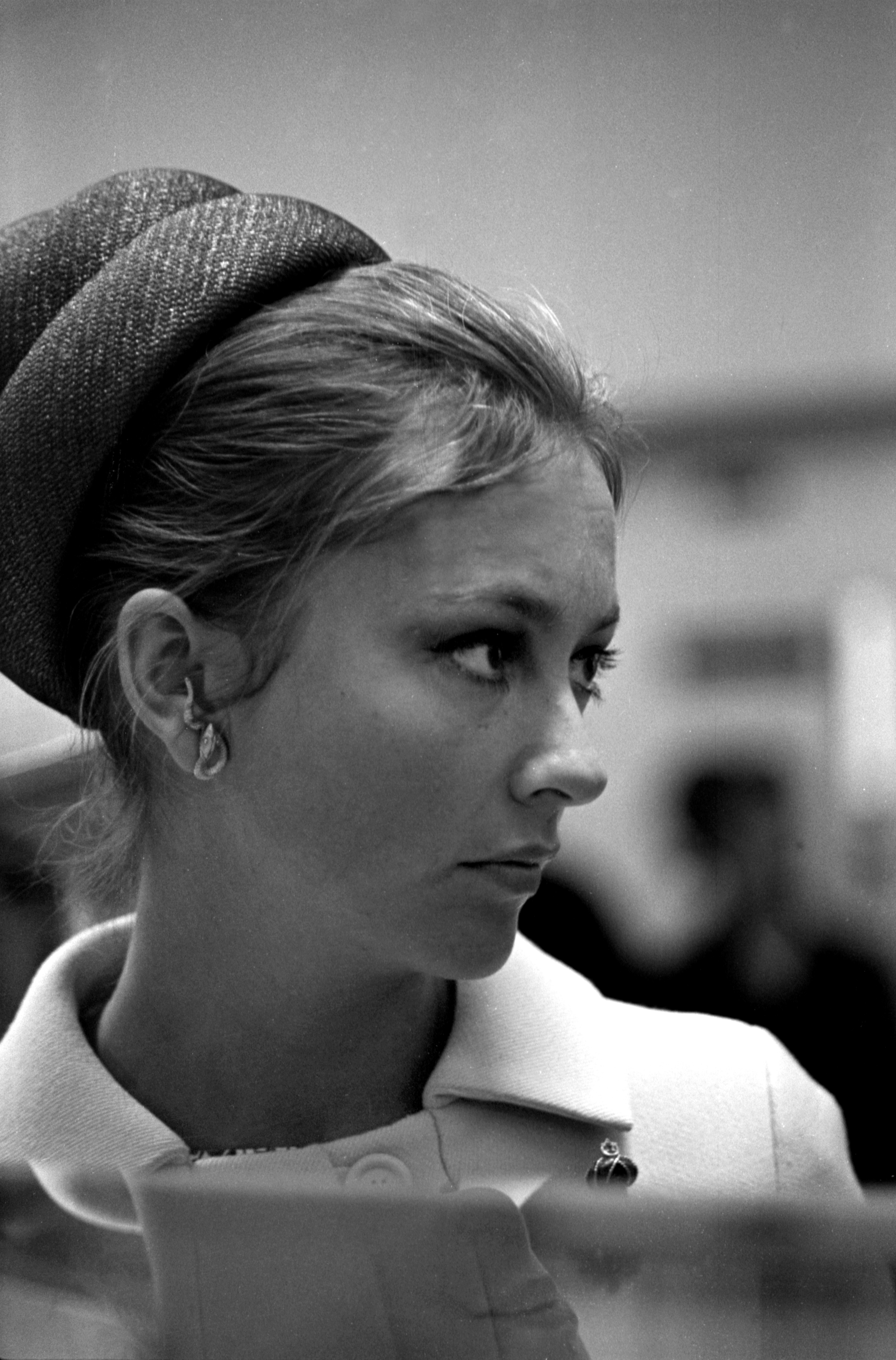
La regina Paola del Belgio nel 1967

## Rami collaterali
- Ruffo della Scaletta, ramo originato da quello di Bagnara nel XVII secolo da Antonio Ruffo (1610-1678), principi della Scaletta, principi della Floresta, baroni di Guidomandri, baroni di Monaco, Luponaro, San Giorgio, Cucco, Randé e Castellana e del Fegotto, signori di Giampilieri, Molino e Altolia, nobili patrizi di Messina.
- Ruffo di Bagnara[45][46] ramo oggi estinto originato da quello di Sinopoli alla fine del XV secolo da Esaù Ruffo, baroni di San Lucido, duchi di Bagnara, duchi di Baranello, principi di Sant'Antimo, principi di Fiumara di Muro, principi di Motta San Giovanni, marchesi di Guardia, patrizi napoletani.
- Ruffo di Castelcicala[47], ramo originato da quello di Bagnara nel XVII secolo da Fabrizio (1648-1720), baroni e poi principi di Castelcicala, patrizi napoletani. Questo ramo si estinse nella seconda metà del XIX secolo per il matrimonio di Giustina, figlia di Paolo, con il marchese Giuseppe Corio di Sacconago. Dal matrimonio nacque Paolina che sposò nel 1893 Giuseppe Sallier de la Tour il quale ottenne maritali nomine i titoli di principe di Castelcicala, duca, e duca di Calvello (Decreto Ministeriale 20 ottobre 1907).
- Ruffo de Laric o de La Ric (già Roux de Laric), ramo francese oggi estinto originato da quello di Sinopoli nel XIV secolo da Carlo Ruffo[48], conti di Laric, marchesi di Courbons, baroni di Oze, patrizi napoletani.
- Roux de Lamanon, ramo francese originato nel XV da quello di de Laric, cosignori di Lamanon e di Aurons.
- Roux de Beauvezet, ramo francese oggi estinto originato nel XV da quello di de Laric, signori di Beauvezet.
- Ruffo de Bonneval de La Fare (già Roux de Bonneval)[49], ramo francese, oggi belga, originato da quello di Sinopoli da Ruggero Ruffo[50] nel XIV secolo, signori di Bonneval, marchesi de La Fare, patrizi napoletani.

## Castelli, Palazzi e Ville appartenuti e abitati dalla famiglia e dai suoi vari rami
| Immagine | Struttura                                 | Località                  | Costruzione            | Appaltatore                                           | Note |
|          | Castello Ruffo di Scilla                  | Scilla, Calabria          | XI secolo              | Roberto il Guiscardo                                  | Il castello costituisce il genius loci della cittadina di Scilla, circa 20 km a nord di Reggio Calabria, e sicuramente uno degli elementi più caratteristici e tipici del paesaggio dello Stretto e del circondario reggino. Il castello ospita inoltre uno dei fari della Marina Militare, il faro di Scilla. |
|          | Castello Ruffo di Amendolea               | Amendolea, Calabria       | XI secolo              |                                                       | Il castello, oggi rudere, costituiva in epoca storica il confine tra Locri e Reggio. |
|          | Castello Santapau                         | Licodia Eubea, Sicilia    | Medioevo               |                                                       | Del castello fondato in epoca medievale, non rimangono che alcuni ruderi, a seguito del terremoto del 1693. |
|          | Castello di Scaletta Zanclea              | Scaletta Zanclea, Sicilia | XIII secolo            | Federico II di Svevia                                 | Il castello è noto per alcune leggende su di essa riguardano Macalda di Scaletta. |
|          | Castello ducale dei Ruffo                 | Bagnara Calabra, Calabria | XII secolo             | Ruggero II di Sicilia                                 | Al castello si perviene anche solcando il famoso Ponte di Caravilla, l'unico ponte in pietra al mondo ad essere attraversato per tre volte. |
|          | Castello Ruffo di Nicotera                | Nicotera, Calabria        | 1764                   | Fulco Antonio Ruffo                                   | Il castello è sede del "Civico museo archeologico" e del "Centro per lo studio e la conservazione della civiltà contadina del Poro". |
|          | Castello di Sant'Antimo                   | Sant'Antimo, Campania     | XVI secolo             |                                                       | Il castello fu eretto dai duchi Revertera nella seconda metà del XVI secolo su un preesistente edificio feudale appartenuto alla precedente famiglia feudataria della cittadina, gli Stendardo. Nel 1629 il duca della Salandra Ippolito Revertera (?-1658) vendette il feudo con l'annesso castello a Francesco Ruffo (1596-1643). I Ruffo possedettero e abitarono il castello fino al 1756, quando Francesco Ruffo (1707-1767) vendette il castello e il feudo di Sant'Antimo a Giuseppe Maria Mirelli (1716-1774), principe di Teora e marchese di Calitri, per la ingente somma di 158.000 ducati. Dopo ciò, i Ruffo mantennero "solo" il titolo nominale di principi di Sant'Antimo. |
|          | Palazzo Ruffo di Bagnara                  | Napoli, Campania          | XVII secolo            |                                                       | Semidistrutto durante la sommossa di Masaniello del 1647, nel 1673 fu acquistato da Fabrizio Ruffo (1619-1692). Rimase in possesso ai suoi discendenti fino agli anni successivi all'Unità d'Italia. |
|          | Palazzo Ruffo della Scaletta              | Napoli, Campania          | XVII/XIX secolo        | Tiberio Carafa/Ruffo della Scaletta                   | Il palazzo è stato fino al 2012 sede del Goethe-Institut. |
|          | Palazzo Ruffo di Castelcicala             | Napoli, Campania          | XVII secolo            |                                                       | Il palazzo è stata la casa del professor Gennaro Bellavista, il personaggio interpretato da Luciano De Crescenzo nei suoi due film Così parlò Bellavista e Il mistero di Bellavista. |
|          | Palazzo Ruffo di Castelcicala alla Sanità | Napoli, Campania          | XVIII secolo           | Paolo Ruffo, 1º principe di Castelcicala, (1696-1768) | Il palazzo venne eretto per volontà del primo principe di Castelcicala, Paolo Ruffo (1696-1768), nella prima metà del XVIII secolo; alla fine del secolo successivo con l'estinzione del ramo dei Ruffo di Castelcicala, nella persona di Albina (1861-?), passò tramite dote ai De Gregorio, principi di Sant'Elia e marchesi di Squillace. |
|          | Palazzo Ruffo di Baranello                | Napoli, Campania          | XVII secolo            |                                                       | Il palazzo, sito nei Quartieri Spagnoli, fu posseduto a lungo dai Ruffo, duchi di Baranello, i quali vi conservavano ancora agli inizi del '800 una prestigiosa raccolta d'arte. |
|          | Palazzo Ruffo di Bagnara                  | Portici, Campania         | XVIII secolo           | Paolo Ruffo, 1º duca di Baranello, (1660-1733)        | Il palazzo è sito a Portici, nei pressi di Napoli, e si caratterizza per la sua lunghissima facciata e per i tre portali d'accesso definiti da altrettante coppie di colonne ioniche di marmo. Fu costruito intorno al 1720, su commissione del duca Paolo Ruffo (1660-1733). Alcune fonti ne attribuiscono la progettazione architettonica a Ferdinando Sanfelice. |
|          | Palazzo Ciccarelli di Cesavolpe           | Napoli, Campania          | XVI secolo- XIX secolo | famiglia Doria del Carretto, principi di Melfi        | Il palazzo fu eretto nella seconda metà del XVI secolo dai Doria del Carretto, principi di Melfi. Nel corso della sua plurisecolare storia ebbe vari proprietari, tra cui i Ruffo di Scilla, che lo possedevano già ai tempi di Guglielmo Ruffo (1672-1748), 5° principe di Scilla. I discendenti di quest'ultimo lo vendettero negli anni '50 del XIX secolo al barone Francesco Antonio Ciccarelli (1792-1881) che lo fece rinnovare e ampliare dall'architetto Cesare Cardone. |
|          | Palazzo Ulloa di Lauria                   | Napoli, Campania          | XVII secolo            |                                                       | Il palazzo fu eretto agli inizi del XVII secolo e fu a lungo posseduto dagli Ulloa, duchi di Lauria. Nel 1834 fu acquistato da Luisa Dillon, per poi finire in anni successivi per via ereditaria al nipote Fabrizio Ruffo (1843-1917), 12° duca di Bagnara e 10º principe di Motta. Costui fece costruire su quello che era il giardino una nuova ala, sulla cui parete esterna pose lo stemma marmoreo di famiglia. Agli inizi del XX secolo fu venduto a dei nuovi proprietari. |
|          | Palazzo d'Aquino di Caramanico            | Napoli, Campania          | XVI secolo             |                                                       | Edificato nella prima metà del XVI secolo, nel 1634 fu acquistato dal duca di Bagnara Francesco Ruffo (1596-1643) e fu tenuto dai suoi discendenti fino al 1770, quando Nicola Ruffo (1742-1794) lo vendette ad Antonio d'Aquino (1693-1775), principe di Caramanico e duca di Casoli. |
|          | Villa Castelcicala                        | Nola, Campania            | XVIII secolo           | Paolo Ruffo, 1º principe di Castelcicala, (1696-1768) | Sita alle pendici del monte di Castelcicala, nei pressi di Nola, la villa fu edificata intorno al 1730 da Paolo Ruffo (1696-1768), 1° principe di Castelcicala, e appartenne ai suoi discendenti fino a Paolina Corio (1869-1957), figlia di Giustina Ruffo di Castelcicala (1839-1906), la quale sposò Giuseppe Amedeo Sallier De La Tour (1860-1937). I titoli di principi di Castelcicala e di duchi di Calvello con la proprietà della villa passarono dunque ai Sallier De La Tour, i cui discendenti la posseggono ancora al giorno d'oggi. |
|          | Villa Paradiso                            | Napoli, Campania          | XVIII-XX secolo        |                                                       | La Villa Paradiso nacque agli inizi del '900 dall'unificazione (effettuata dal cavaliere Enrico Paradiso) di due ville confinanti, site nel quartiere dell'Arenella, la Villa Romeo e la Villa Ruffo di Scilla. La Villa Ruffo di Scilla risale probabilmente al XVIII secolo e venne acquistata dal cardinale Luigi Ruffo di Scilla durante un'asta avvenuta nel Tribunale di Napoli nel luglio del 1821. A lui si deve l'erezione della cappella ancora esistente. |
|          | Villa Ruffo della Scaletta                | Napoli, Campania          | XIX secolo             |                                                       | La villa costituisce l'espansione e il rifacimento in stile neoclassico di un precedente edificio effettuato intorno tra il 1832 e il 1833 dall'architetto toscano Guglielmo Bechi su commissione della famiglia Ruffo, del ramo dei principi della Scaletta. Conserva ancora il vastissimo giardino con elementi architettonici in stile neogotico. |